# Маньяни, Паоло
Епископ Паоло Маньяни (итал. Paolo Magnani; 31 декабря 1926, Пьеве-Порто-Мороне — 5 ноября 2023, Тревизо) — епископ Римско-Католической церкви.

## Церковное служение
Обучался в Ломбардской семинарии в Риме, потом поступил в Григорианский университет, где изучал догматическую теологию. окончил университет в 1955 году и начал преподавать догматику в епархиальной семинарии. Организовал Епархиальный институт теологии для мирян.
29 июня 1951 года рукоположен в священники в Павии.
В 1965 году он стал ректором епархиальной семинарии Павии. В 1969 году становится Генеральным про-викарием, а в 1975 году был назначен генеральным викарием епархии.
С 27 июля 1977 года назначен епископом Лоди, 10 сентября того же года рукоположен во епископы кардиналом Антонио Пома.
10 ноября 1988 года назначен епископом Тревизо. Вступил в должность 11 февраля 1989 года. Ушёл на покой 3 декабря 2003 года.
Жил в городе, в приходе Сент-Агнес, где, на общественных началах, являлся каноником прихода, помогая настоятелю, бывшему его секретарю.
Умер в Тревизо 5 ноября 2023 года на 97-м году жизни.